# 会堂教堂
会堂教堂（Synagogue Church）是以色列拿撒勒中心的一个小型基督教堂，兴建在古代拿撒勒犹太会堂的废墟上。该堂目前属于希腊天主教会。
该堂地面下沉1.5米，可能是建在12世纪的一座十字军教堂的上面。在18世纪以前，该堂属于方济各会，此后，当地统治者扎希尔·欧麦尔将其交给希腊天主教会。
该堂兴建在古代拿撒勒犹太会堂的废墟上，耶稣曾在此学习和祷告，还曾在一个安息日在此讲道。耶稣在拿撒勒的三十年生活很少为人所知，被称为“隐藏的生活”或“静默的日子”。于是基督徒朝圣者搜寻这一时期耶稣生活的痕迹，发现了犹太会堂遗址。570年，一位意大利朝圣者报告说，原来的圣经和耶稣坐过的长凳都还在那里。